# Boqueirão (distrito de Jardim)
Boqueirão é um distrito do município brasileiro de Jardim, no estado de Mato Grosso do Sul. O distrito foi instituído em 14 de dezembro de 1963. Possui uma população de 765 habitantes.